# Sonja Ramskogler
Sonja Ramskogler (* 7. Februar 1969 in Wien) ist eine österreichische Politikerin (SPÖ). Sie war von 2001 bis 2015 Abgeordnete zum Landtag und Mitglied des Wiener Gemeinderats. 

## Ausbildung und Beruf
Sonja Ramskogler besuchte eine HBLA in Haag, Niederösterreich und schloss diese 1990 mit der Matura in Wien ab. Sie studierte anschließend an der Universität Wien Psychologie und schloss ihr Studium 1998 ab. Seit 2006 ist Frau Ramskogler Psychotherapeutin mit einer eigenen Praxis in Wien-Hietzing und St. Peter in der Au.

## Politik
Sonja Ramskogler arbeitete ab 1985 in der Jungen Generation Niederösterreich mit und war ab 1991 Vorstandsmitglied des Verbands Sozialistischer StudentInnen (VSStÖ) Wien. 1993 bis 1996 war Ramskogler als Bundessekretärin des VSStÖ tätig, von 1993 bis 1997 zudem als Mandatarin im Zentralausschuss der Österreichischen HochschülerInnenschaft. 
Ramskogler ist seit 1993 kooptiertes Mitglied im SPÖ-Bundesfrauenkomitee und engagiert sich stark in der Jungen Generation (JG). Sie ist seit 1996 Vorstandsmitglied und war ab 1998 Stellvertretende Vorsitzende der JG-Wien. Seit 1998 ist sie JG-Vorsitzende Ottakring und Stellvertretende  Bundesvorsitzende der JG. Sie wurde 1999 in das Wiener Frauenkomitee der SPÖ kooptiert und ist Vorstandsmitglied des Bezirks Ottakring. 2000 bis 2004 war sie zudem Bundesparteivorstandsmitglied. Von 2003 bis 2007 stand sie der Jungen Generation Wien als Vorsitzende vor. 
Sonja Ramskogler war von 2001 bis 2015 Mitglied des Wiener Landtags und Gemeinderates und vertrat die SPÖ in der 18. Gesetzgebungsperiode im Ausschuss „Gesundheit und Soziales“. Insbesondere engagierte sie sich für die Psychische Gesundheit in Wien; ein Projekt lautete "Lebenslust statt Depression".

## Auszeichnungen (Auswahl)
- 2023: Goldenes Ehrenzeichen für Verdienste um das Land Wien[1]